# ジョン・オルコット
ジョン・オルコット（John Alcott, 1931年11月27日 - 1986年7月28日）はイギリス・ロンドン出身の映画撮影監督。

## 人物
父親は映画製作会社の重役であった。オルコット自身は映画製作の裏方の世界で下積みを重ね、次第にカメラマンとして経験を積んでいった。1968年にはスタンリー・キューブリックの『2001年宇宙の旅』に、ジェフリー・アンスワース率いる撮影チームの一人として参加。しかし撮影期間が長く、途中でアンスワースが抜けてしまい、オルコットが撮影を引き継ぐことになった。以来、キューブリック作品の撮影を手がけて知られるようになる。1975年の『バリー・リンドン』で、アカデミー撮影賞を受賞した。

## 主な作品
- 2001年宇宙の旅 2001: A Space Odyssey (1968)
- 時計じかけのオレンジ A Clockwork Orange (1971)
- リトル・マルコム Little Malcolm and His Struggle Against the Eunuchs (1974)
- Overlord (1975)
- バリー・リンドン Barry Lyndon (1975)
- 外人部隊フォスター少佐の栄光 March or Die (1977)
- The Disappearance (1977)
- 料理長殿、ご用心 Who Is Killing the Great Chefs of Europe? (1978)
- シャイニング The Shining (1980)
- テラー・トレイン Terror Train (1980)
- アパッチ砦・ブロンクス Fort Apache, The Bronx (1981)
- Vice Squad (1982)
- ミラクルマスター/7つの大冒険 The Beastmaster (1982)
- アンダー・ファイア Under Fire (1983)
- グレイストーク -類人猿の王者-　ターザンの伝説 Greystoke: The Legend of Tarzan, Lord of the Apes (1983)
- 恐竜伝説ベイビー Baby: Secret of the Lost Legend (1985)
- ミラクルズ／奇跡のカップル Miracles (1986)
- グレート・ストリーム White Water Summer (1987)
- 追いつめられて No Way Out (1987)